# كاتلين (مسرحية)

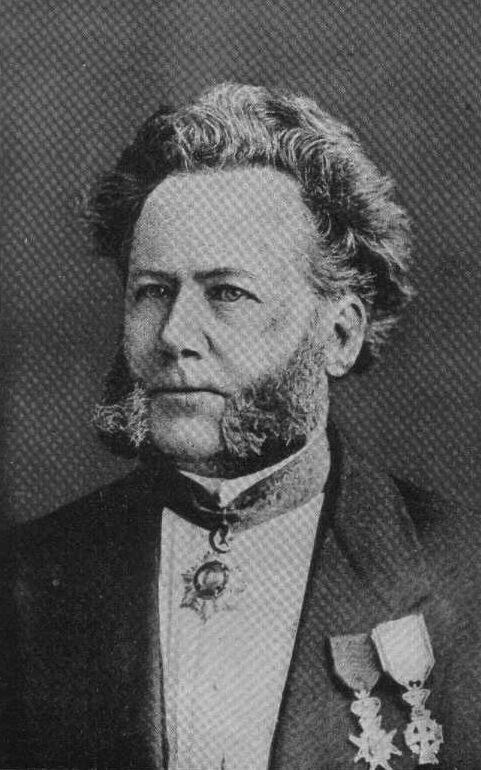
هنريك يوهان إبسن (1828 - 1906)

كاتلين (بالنرويجية: Catiline‏)، وتعنون كذلك كاتلينا (بالنرويجية: Catilina‏)، وهي مسرحية هنريك إبسن الأولى، كتبها بين عامي 1848 و1849 في فصل الشتاء. تُصنَّف المسرحية ضمن المسرح التاريخي، وتجري أحداثها في روما القديمة. تُعبِّر المسرحية عن اهتمام إبسن المؤقت بالسياسة، حيث كتب «كاتلين» مواكبة للثورات الأوربية في 1848، وفي المسرحية إسقاط سياسي للوضع أثناء الثورات الأوروبية.

## التاريخ
كتب إبسن المسرحية بعد أن اضطُرَّ إلى المغادرة إلى غريمستاد للعمل لدى صيدلاني، حتى يتمكَّن من إعالة نفسه بعد إفلاس والده، وفي هذه الفترة كان على استعداد للدخول إلى الجامعة، وبدأ اهتمامه بالشعر، وخلال دراسته في الجامعة بدأ في كتابة مسرحيته التي أنهاها في سنة 1849، ظهرت المسرحية لأوَّل مرة في كريستيانيا وطُبِعت تحت اسم مستعار. وعُرِضت للمرة الأولى باسمه في الثالث من ديسمبر سنة 1881 في «المسرح الجديد» (Nya Teatern) في ستوكهولم في السويد، وأوَّل عرض نرويجي للمسرحية باسم المؤلف كان في الرابع والعشرين من أغسطس في سنة 1935، بفارق خمسين عاماً تقريباً منذ عرضها في السويد، في «مسرح أوسلو الجديد» (Oslo Nye Teater) في عاصمة النرويج أوسلو.

## نظرة عامة
عناصر من المسرحية مستوحاة من مؤامرة حقيقية للاستيلاء على الحكم وإنهاء الجمهورية في روما القديمة، الشخصية الرئيسية في المسرحية هو لوسيوس كاتلينا (Lucius Catilina)، وهو مبني على شخصية لوسيوس سرجيوس كاتلين الذي تآمر على إنهاء الجمهورية في روما القديمة في القرن الأول قبل الميلاد، وتأثَّر إبسن كثيراً في كتابة النص بالخطابات التي ألقاها شيشرون ويحرِّض فيها للوقوف ضد كاتلين وخطته للاستيلاء على الحكم. ويوظف إبسن هذه القصة التاريخية ليسقطها على أحداث معاصرة في زمنه، فيكتب في مقدمة الطبعة الثانية في 1875 أنَّه استوحى المسرحية من الأوضاع السياسية المعاصرة في أوروبا في تلك الفترة، وأنه كان مسانداً للثورة المجرية في 1848 ضُدَّ حكم أسرة هابسبورج. الشخصية الرئيسية كاتلينا يدخل في صراع بين امرأتين، أوريليا زوجته، وفوريا وهي إحدى عذارى فستال.